# Boro F1
Boro var ett nederländskt formel 1-stall som tävlade säsongerna 1976 och 1977.

## Historik
Ensign sponsrades 1975 av det nederländska larmtillverkarföreteget HB Bewaking och tävlade med bilen Ensign N175 som bland andra kördes av ett par nederländska förare. Stallet förlorade sedan sina sponsorer vilket medförde att HB Bewaking tog hand om bilen och Ensign fick bygga en ny bil. Den gamla bilen döptes om till Boro och stallet dök upp säsongen 1976 med Larry Perkins som förare. 
Boro debuterade i Spanien 1976 och körde sedan ytterligare fem lopp i Europa. Bilen var tillförligt men inte tillräckligt snabb, varför Perkins misslyckades kvala in till loppet i Monaco. Efter loppet i Sverige återkom inte Boro förrän i Nederländerna
och sedan i Italien. Perkins lämnade stallet och gick till Brabham. Säsongen 1977 deltog man endast i loppen i Nederländerna
och Italien med Brian Henton som chaufför, i det första diskvalificerades han och till det andra kvalificerade han sig inte. Därefter lades stallet ner.

## F1-säsonger
| Säsong | Tävlingsnamn              | Bil                    | Motor                    | Däck     | Poäng | VM-plac. | Förare 1      | Förare 2 |
| ------ | ------------------------- | ---------------------- | ------------------------ | -------- | ----- | -------- | ------------- | -------- |
| 1976   | HB Bewaking Alarmsystemen | Boro 001 (Ensign N175) | Ford Cosworth DFV 3.0 V8 | Goodyear | 0     | 14:e     | Larry Perkins | -        |
| 1977   | HB Bewaking Alarmsystemen | Boro 001 (Ensign N175) | Ford Cosworth DFV 3.0 V8 | Goodyear | -     | -        | Brian Henton  | -        |